# Fatti bella e taci

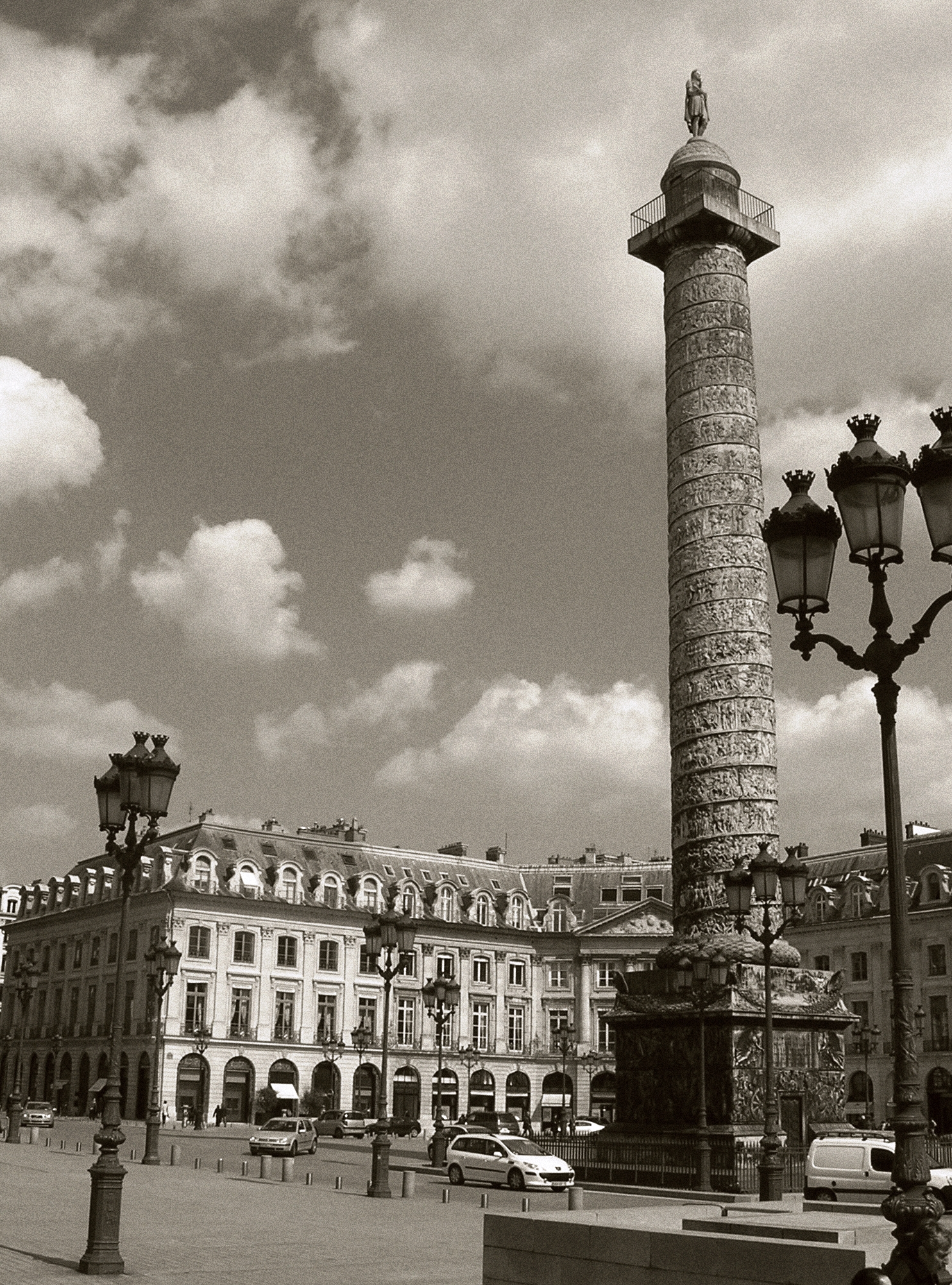
Place Vendôme con la gioielleria Boucheron

Fatti bella e taci (Sois belle et tais-toi) è un film del 1958 diretto da Marc Allégret.

## Trama
Virginie, fuggita da una casa di correzione, incontra il giovane poliziotto Jean. Lui la crede complice di una banda di ladri di gioielli, mentre lei lo crede un ragazzo di strada. I due si innamorano e, nonostante la resistenza di lei, alla fine si sposano. 
Dopo un po' Virginie ritrova Loulou e Pierrot, vecchie conoscenze che lavorano per Raphaël, capo della banda del furto dei gioielli. I due chiedono aiuto alla ragazza per passare la frontiera con apparecchi fotografici di contabbando ma in realtà Raphaël, all'insaputa di tutti, nasconde anche i gioielli.
Jean scopre il bottino e, credendo che la moglie sia coinvolta, organizza una trappola per arrestare la banda. Per fortuna di tutti la verità viene a galla, i delinquenti arrestati e la giovane coppia può tornare a vivere momenti sereni.